# Hesperis elata
Hesperis elata là một loài thực vật có hoa trong họ Cải. Loài này được Hornem. mô tả khoa học đầu tiên năm 1819.